# Mount Calm (Texas)
Mount Calm es una ciudad ubicada en el condado de Hill en el estado estadounidense de Texas. En el Censo de 2010 tenía una población de 320 habitantes y una densidad poblacional de 147,61 personas por km².

## Geografía
Mount Calm se encuentra ubicada en las coordenadas 31°45′23″N 96°52′54″O / 31.75639, -96.88167. Según la Oficina del Censo de los Estados Unidos, Mount Calm tiene una superficie total de 2.17 km², de la cual 2.13 km² corresponden a tierra firme y (1.67%) 0.04 km² es agua.

## Demografía
Según el censo de 2010, había 320 personas residiendo en Mount Calm. La densidad de población era de 147,61 hab./km². De los 320 habitantes, Mount Calm estaba compuesto por el 80.63% blancos, el 7.19% eran afroamericanos, el 0.63% eran amerindios, el 0.31% eran asiáticos, el 0% eran isleños del Pacífico, el 8.13% eran de otras razas y el 3.13% pertenecían a dos o más razas. Del total de la población el 20.31% eran hispanos o latinos de cualquier raza.